# Chalinolobus gouldii
Chalinolobus gouldii — вид рукокрилих родини Лиликові (Vespertilionidae).

## Поширення
Країни поширення: Австралія (Новий Південний Уельс, Північна Територія, Квінсленд, Південна Австралія, Тасманія, Вікторія, Західна Австралія). Відомий від рівня моря до принаймні 1500 м. Цей вид зустрічається в густих лісах, рідколіссях, чагарниках і на відкритих площах. 

## Зовнішність
Середня довжина (голова і тіло) становить 70±5 мм, а середня маса становить 14±4 гр. Розмах крил становить близько 30 см. Шерсть тонка і шовковиста, спина і черево коричневі, голова і плечі чорні. 

## Поведінка. Відтворення
Нічний комахоїдний вид, що вилітає на полювання невдовзі після заходу сонця. Лаштує сідала на деревах і різних типах структур в людському середовищі. Колонії складаються з приблизно 30 осіб, а максимальний розмір групи до 200 тварин. Період вагітності становить близько трьох місяців, після чого народжуються одне або два дитинча.

## Загрози та охорона
Здається, немає серйозних загроз для цього виду. Він присутній у ряді природоохоронних територій.